# Jean-Pierre Perdieu
Pour les articles homonymes, voir Perdieu.
Jean-Pierre Perdieu, né à Mouscron le 31 décembre 1944 est un homme politique belge, membre du Parti socialiste (Belgique).
Jean-Pierre Perdieu fut rédacteur à la RTT; il a siégé de nombreuses années, d'abord à la Chambre des représentants depuis 1977 jusqu'en 1995 puis au parlement wallon jusque 2004.
Jean-Pierre Perdieu a également été président de l'IEG (intercommunale de développement économique).
Il est officier de l'Ordre de Léopold et décoré de la médaille civique de 1re classe.

## Carrière politique
- conseiller communal de Mouscron (1977-)
  - échevin de l’Instruction publique(1978-1982)
  - échevin (2006-2010)
- député (1977-1995)
  - membre du Conseil régional wallon (1980-1995)
- député wallon (1995-2004)